# Mikael Kjellström
Mikael Kjellström, född 2 augusti 1971 i Stockholm, Sverige, är en volleybollspelare. Han spelade 230 landskamper med landslaget. På klubbnivå spelade han med Hylte VBK förutom en proffssejour i SV Bayer Wuppertal. Han avslutade sin spelarkarriär 2006.